# スティーヴン・サミュエル・ワイズ

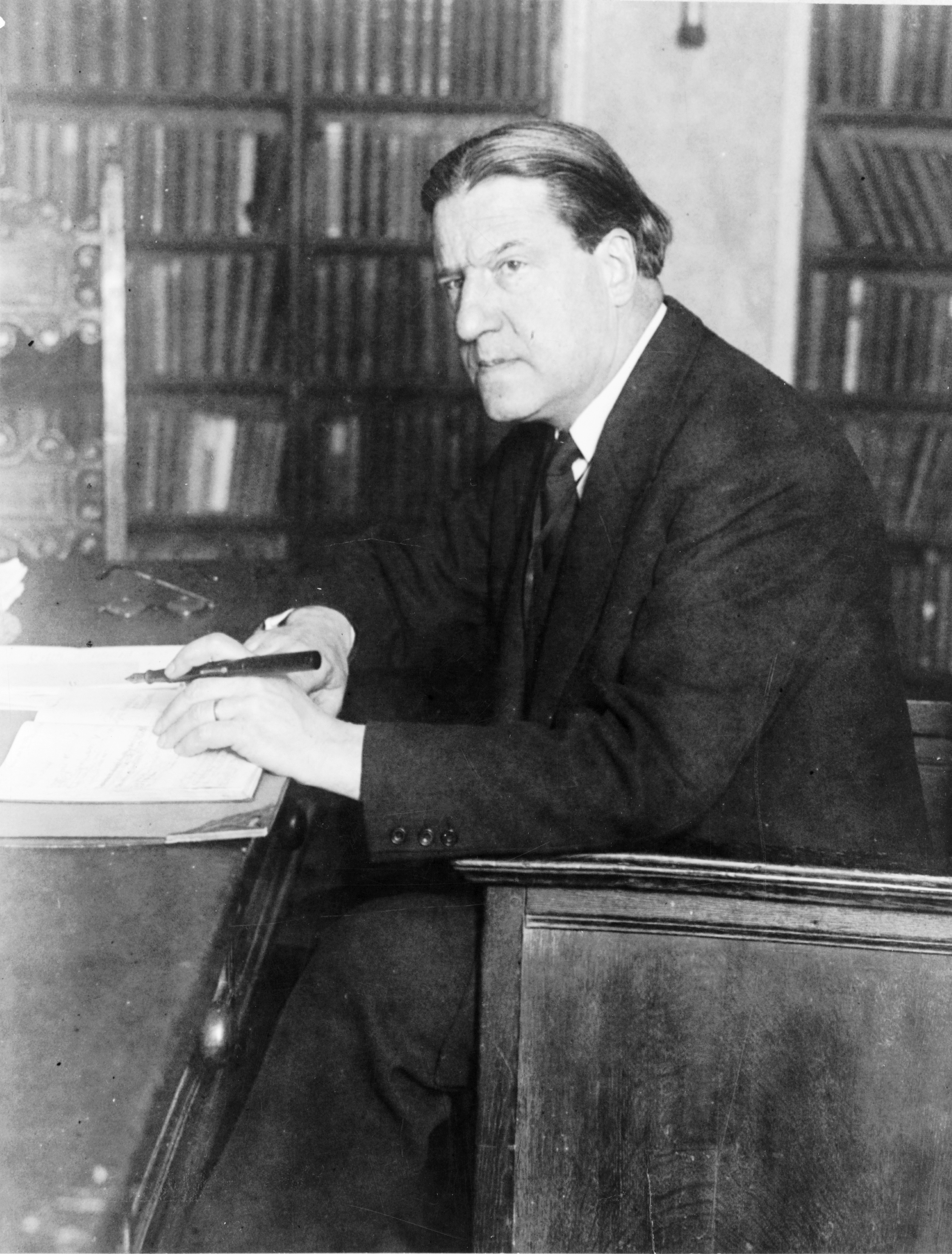
スティーヴン・サミュエル・ワイズ

スティーヴン・サミュエル・ワイズ（Stephen Samuel Wise (Weisz István Sámuel), 1874年3月17日 - 1949年4月19日）はラビで、アメリカのユダヤ教における改革派運動の指導者。
ヴァイス家は、首席ラビを出したハンガリーのラビ一族。ブダペシュトでラビ・アーロン・ヴァイスを父に生まれる。
ユダヤ教大学 (Jewish Institute for Religion) を設立した。
この学校は1950年にラビの中心的な養成機関、ヒーブルー・ユニオン・カレッジと合併した。